# أليغريا-دولانتثي
بلدية أليغريا-دولانتثي (بالإسبانية: Alegría-Dulantzi) هي بلدية تقع في مقاطعة ألافا التابعة لإقليم الباسك شمال إسبانيا.

## الديموغرافيا
يبلغ عدد سكان بلدية أليغريا-دولانتثي 2.803 نسمة عام 2011 (وفقاً للمعهد الوطني للإحصاء الإسباني).
| 1.234 | 1.329 | 1.598 | 2.048 | 2.305 | 2.620 | 2.803 |